# دايفيد ميلر (لاعب هوكي الجليد)
دايفيد ميلر (بالإنجليزية: David Miller)‏ (و. 1925 – 1996 م) هو لاعب هوكي الجليد كندي، ولد في ساسكاتشوان، شارك في الألعاب الأولمبية الشتوية 1952، توفي في فكتوريا ، كولومبيا البريطانية، عن عمر يناهز 71 عاماً.
.

## روابط خارجية
- دايفيد ميلر على موقع EliteProspects.com (الإنجليزية)
- دايفيد ميلر على موقع أوليمبيديا (الإنجليزية)